# 中島秀徳
中島 秀徳（なかじま ひでのり、1952年11月20日 - ）は、青森県弘前市出身のプロゴルファー。

## 来歴
1971年に進学した日本大学ゴルフ部では中川泰一と同期で高橋勝成・山口隆三の2年後輩、石井秀夫の1年先輩に当たる。
1980年5月にプロ入りし、同年の美津濃プロ新人で優勝。
1982年には日本ゴルフツアー機構（JPGA）のツアー競技に指定されていた長野県オープンで最終日に69をマークし、中嶋常幸・高井吉春に次ぐと同時に矢部昭・新井規矩雄を抑え、甲斐俊光と並んでの2位タイに入った。埼玉オープンでは初日を5位タイでスタートし、最終日には新井・羽川豊・栗原孝・渡辺三男に次ぐと同時に高橋純一を抑えての5位に入った。広島オープンでは初日に68をマークし、謝敏男（中華民国）・坂下定夫・前田新作・宮本省三と並んでの2位タイでスタートした。
1984年の千葉県オープンでは小川清二と並んでの5位タイに入り、1985年の埼玉オープンでは初日を川田時志春と並んでの5位タイでスタートし、1998年のアイフルカップを最後にレギュラーツアーから引退。
現在は越生ゴルフクラブ所属で、東京都葛飾区のゴルフ練習場「東堀切ゴルフクラブ」インストラクター。

## 主な優勝
- 1980年 - 美津濃プロ新人